# Svojetice
Svojetice är en ort i Tjeckien.   Den ligger i distriktet Okres Praha-Východ och regionen Mellersta Böhmen, i den centrala delen av landet, 26 km sydost om huvudstaden Prag. Svojetice ligger 476 meter över havet och antalet invånare är 477.
Terrängen runt Svojetice är huvudsakligen platt, men åt sydost är den kuperad. Svojetice ligger uppe på en höjd. Runt Svojetice är det ganska tätbefolkat, med 58 invånare per kvadratkilometer. Närmaste större samhälle är Černý Most, 18,6 km nordväst om Svojetice. I omgivningarna runt Svojetice växer i huvudsak blandskog.